# Alexandre Vialatte
Alexandre Vialatte (n. 22 aprilie 1901, Magnac-Laval, Limousin, Franța – d. 3 mai 1971, Paris, Région parisienne, Franța) a fost un scriitor, critic literar și traducător francez.

## Biografie
Alexandre Vialatte a fost fiul unui ofițer; el a avut un frate mai mare, Pierre, și o soră, Madeleine. Originară din Auvergne și formată la Ambert, familia s-a mutat în diferite orașe ca urmare a mutării tatălui în diferite garnizoane: Toulouse, Brive și în cele din urmă înapoi la Ambert în 1915, după demobilizarea sa din motive de sănătate.
Copil visător și plin de imaginație, tânărul Alexandre a iubit desenul, caligrafia, poezia, dar și exercițiile fizice, sportul, înotul și echitația. După ce s-au descoperit aptitudinile sale pentru matematică, el a fost destinat să urmeze o carieră militară și s-a pregătit pentru admiterea la Școala navală. În 1913, el a format o prietenie cu frații Paul și Henric Pourrat. Prietenia cu primul a fost întreruptă de moartea sa, în 1923, și se va transfera către cel de-al doilea care, cu 14 ani mai în vârstă și deja scriitor, va deveni pentru Vialatte o figură de referință și un mentor în domeniul literar. Vialatte și-a petrecut tinerețea în regiunea Auvergne, efectuând drumeții frecvente în munții din Livradois și Forez. Până la moartea lui Henric, prietenia lor a dat naștere la o vastă corespondență.

### Germania și limba germană
Vederea sa rea (un ochi rănit în timpul unui accident din copilărie) l-a determinat pe Vialatte să renunțe la urmarea Școlii navale după cursul de matematici speciale. S-a gândit o perioadă să urmeze cursuri de matematică, apoi s-a înscris la Facultatea de Litere de la Clermont-Ferrand, unde a urmat cursuri de limba germană. În 1922 s-a aflat în Germania ca translator civil atașat pe lângă autoritățile militare. La Spire, a fost responsabil cu realizarea de traduceri administrative și predarea de cursuri de limba franceză. Apoi, la Mainz, în același an, el a devenit redactor la La Revue rhénane grație recomandării lui Jean Paulhan, care l-a cunoscut prin Henri Pourrat. În La Revue rhénane a scris primele sale cronici (publicate în 1985 în volumul Bananes de Königsberg). El a devenit secretar de redacție și a rămas în Germania până în 1928, revenind frecvent în Franța. A urmat un an de serviciu militar la Berlin în 1924-1925. Continuând să transmită cronici la La Revue rhénane, e a devenit, de asemenea, redactor la Les Nouvelles littéraires, Le Crapouillot și La Nouvelle Revue française.
A prins gustul traducerii, în care a văzut un exercițiu constant și o instruire literară permanentă. Când l-a descoperit pe Franz Kafka în 1925, după publicarea romanului Castelul, el a început imediat să-l traducă și să-l facă cunoscut pe scriitorul încă necunoscut pe atunci, pe care îl considera în parte ca un umorist. Vialatte a rămas traducător de germană, traducând până în 1954 operele a cincisprezece autori, printre care Nietzsche, Goethe, Brecht, Thomas Mann, Hugo von Hofmannsthal, Ernst Ludwig, Gottfried Benn. Revenit în Franța în ianuarie 1928, s-a instalat provizoriu la Firminy, unde a finalizat primul său roman, Battling le ténébreux ou la Mue périlleuse, pe care începuse să-l scrie la Mainz. Romanul a fost acceptat de Jean Paulhan și a fost publicat de editura Gallimard, obținând premiul fundației Blumenthal. În același an, a întâlnit-o pe Hélène Gros-Coissy, asistentă socială la uzinele Michelin. Cei doi s-au căsătorit. Născută la Briançon, dar originară din Dauphiné, ea a antrenat cuplul întrun nou ciclu de drumeți în Dauphiné și în Alpi. Fiul lor, Pierre, s-a născut în 1930. Dar, în ciuda legăturii sufletești care a rămas indestructibilă, cuplul a trăit foarte puțin împreună. Cu toate acestea, atunci când Hélène a fost transferată la Paris în 1934, Vialatte a urmat-o și s-a stabilit și el în acest oraș, unde a rămas singur după ce ea a fost repartizată în Auvergne.

Până la război, Vialatte a scris nuvele și articole pentru ziare, a tradus cărți și a lucrat la mai multe romane. El a frecventat comunitatea artistică din Montparnasse, unde s-a întâlnit cu Brâncuși și Dubuffet. Din septembrie 1937 până în iunie 1939 a fost profesor de limba franceză la liceul franco-egiptean din Heliopolis, în apropiere de Cairo. Mobilizat în septembrie 1939, a fost luat prizonier în Alsacia în iunie 1940. Înfrângerea i-a provocat o cădere nervoasă care a determinat internarea lui în spitalul de psihiatrie din Saint-Ylie (Jura). După o tentativă de sinucidere, a ieșit din spital în 1941. A povestit această experiență în Le Fidèle Berger, roman despre un soldat care înnebunește și este salvat de gândul la femeia iubită. Romanul, publicat în 1942, a fost interzis o perioadă de cenzura germană. Prietenul lui Henric Pourrat a menționat:
„ce bourg où Vialatte, en se retrempant chaque jour dans le limpide étang des Escures, écrivit en trois semaines Le Fidèle Berger, et, c'est le plus étonnant des livres de guerre parus durant la guerre, le plus profond. Celui où la colère, l'humour, la simplicité, la fidélité nous parle de plus près”
. Romanul a fost remarcat, de asemenea, de Jean Grenier, care a scris : „Această poveste a unui acces de nebunie, pe care ar trebui să-l numim mai precis, fără îndoială, psihoză halucinatorie, este admirabil prin densitate și unitate”.
În 1945, el a fost din nou corespondent în Germania, la Bergen-Belsen, unde a relatat informații despre procesul criminalilor de război. El a scris o nouă serie de cronici germane, pe un ton diferit față de cele precedente, cu care acestea vor fi grupate împreună 40 de ani mai târziu. Pe parcursul acestui sejur l-a întâlnit la Baden-Baden pe sculptorul Philippe Kaeppelin. Pe 27 decembrie 1946, fratele său, Pierre, a murit de tuberculoză. La începutul anului 1947, Vialatte s-a întors definitiv în Franța. A continuat să scrie la N.R.F., apoi a lucrat la romanul Les Fruits du Congo, pe care l-a finalizat la Ambert. Manuscrisul a fost trimis juriului pentru acordarea premiului Charles Veillon, care l-a premiat pe 5 februarie 1950. Publicat de editura Gallimard în anul următor, romanul a fost propus la premiul Goncourt, care i-a fost acordat în cele din urmă romanului Rivage des Syrtes a lui Julien Gracq. Les Fruits du Congo a fost un eșec comercial. Ca urmare, Vialatte nu a mai publicat opere de ficțiune în timpul vieții sale.

### Jurnalist și cronicar
În cei douăzeci și cinci de ani după întoarcerea sa la Paris, Vialatte a continuat să frecventeze lumea literară. Activitatea sa jurnalistică i-a ocupat cea mai mare parte a timpului. În 1957 el a scris cel de-al doilea capitol al unui roman colectiv: Le roman des 12. Ceilalți unsprezece autori erau Jean Dutourd, Jules Romains, Pierre Bost, Jean-Louis Curtis, Louise de Vilmorin, Paul Vialar, André Beucler, André Berry, Yves Gandon, Michel de Saint-Pierre și Gilbert Sigaux. Soția lui, Hélène, afectată de boală din 1953, a murit la spitalul din Val-de-Grâce pe 2 decembrie 1962. Vialatte a fost foarte afectat de această dispariție. El a continuat să scrie: scrisori, cronici, romane pe care nu le-a mai trimis editurilor, dar care au rămas în cutii de carton care s-au pierdut. Descoperite după moartea sa, ele vor fi publicate progresiv în ciuda faptului că erau neterminate. Ca și cronicile, această publicare s-a datorat în mare parte eforturilor depuse de fiul său, Pierre Vialatte, la dorința prietenilor lui, cum ar fi Ferny Besson (care era bunica paternă a viitorului ministru Éric Besson, al cărui naș era Vialatte), și a redactorilor Bernard de Fallois și Pascal Sigoda. 

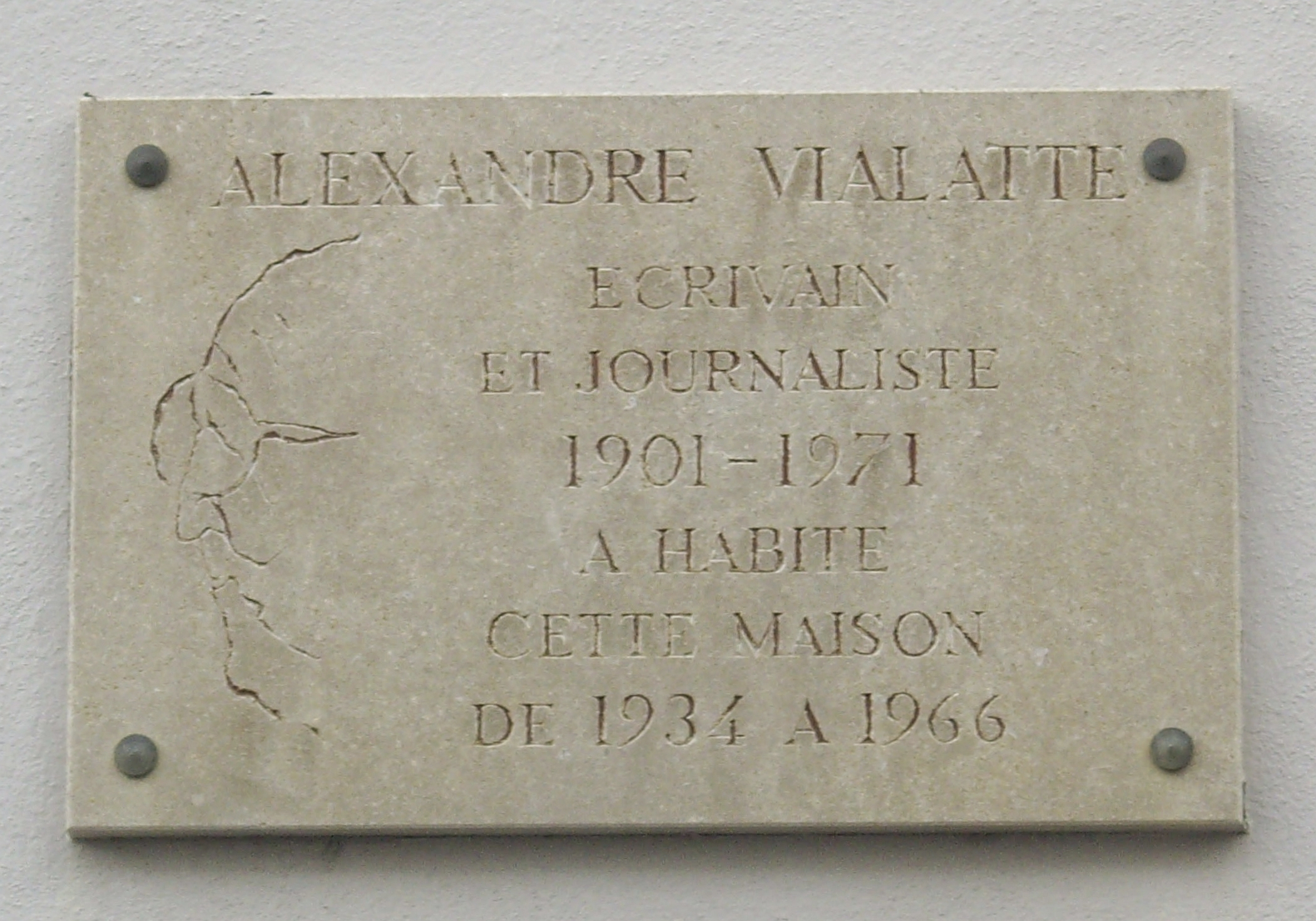
Placă memorială pe clădirea de pe rue Léon-Maurice-Nordmann nr. 158 din Paris, unde a trăit, Alexandre Vialatte din 1934 până în 1966.

Într-o duminică din februarie 1969, el era practic necunoscut atunci când a fost invitat de Remo Forlani la emisiunea de televiziune L’Invité du dimanche. Pe parcursul a trei ore, într-un decor de mese de cafenea cu pereții din carton care semăna cu apartamentul său din Paris, Vialatte a purtat un dialog cu Forlani și i-a întâlnit pe unii dintre prietenii lui celebri: Alexandre Astruc, Mario Ruspoli, Jacques Dufilho. El i-a evocat pe Kafka, Dickens sau Buffon, precum și catalogul Manufrance, care era plin de creații frumoase. A prezentat activitatea câtorva artiști: Dubuffet, Chaval, desenatorul Georges Allary, sculptorul Philippe Kaeppelin. A citit cronici și fragmente din romanele sale, a rostit proverbe din creația proprie. Decorul a fost completat cu sculpturi realizate de Kaeppelin și cu un bar fantezie ținut de Yves Afonso în rolul unui barman ce delira. Jacqueline Gauthier și Georges Moustaki au cântat cântecele din Les Fruits du Congo. Emisiunea a fost dezordonată, desfășurată pe un ton glumeț, conform cu spiritul vialattian.
În 1971, Vialatte a fost internat în spital mai întâi la Necker și apoi la Laennec. El a murit la Paris pe 3 mai 1971 și a fost înmormântat la Ambert. Pe locul gării din Ambert, un monument al lui Vialatte sculptat de către prietenul său, Philippe Kaeppelin, reamintește că Alexandre Vialatte a fost un fiu al orașului.

## Opera

### Romane și nuvele
- Battling le ténébreux ou la Mue périlleuse, Gallimard, 1928. Reeditare în col. L'Imaginaire, 1982 ISBN: 2-07-021362-5

- Badonce et les Créatures, La Cigale, 1937. Reeditare: Julliard, 2003 ISBN: 2-260-01655-3

- Le Fidèle Berger, Gallimard 1942. Reeditare în col. L'Imaginaire, 2000 ISBN: 2-07-075782-X

- Le Roman des douze, Julliard, 1957 (Collectif - 1 chapitre d'A.V.)
- Les Fruits du Congo, Gallimard, 1951. Prix Charles Veillon. Réédition en coll. L'Imaginaire, 1994 ISBN: 2-07-072298-8

- L'Auberge de Jérusalem, Le Dilettante, 1986
- La Maison du joueur de flûte, Arléa, 1986
- La Dame du Job, Arléa, 1987
- La Maison de M. Inhaber, Le serpent à plumes, 1989
- Le Fluide rouge, Le Dilettante, 1990
- Salomé, Les Belles Lettres, 1992
- Camille et les Grands Hommes, Les Belles Lettres, 1994
- La Complainte des enfants frivoles, Le Dilettante, 1999
- Les Amants de Mata Hari, Le Dilettante, 2005
- Fred et Bérénice, Le Rocher, 2007
- Le Cri du canard bleu, Le Dilettante, 2012

### Poezii
- La Paix des jardins, La Différence, 1990

### Varia
- La Basse Auvergne, J. de Gigord, Collection Gens et pays de chez nous, 1936
- L'Auvergne absolue, Julliard, 1983
- Jean Dubuffet et le grand magma, (avec Jean Dubuffet), Arléa, 1989
- Légendes vertigineuses du Dauphiné, Bartillat, 1995
- Correspondance avec Jean Paulhan (1921-1968), Julliard, 1997
- Correspondance avec Ferny Besson (1949-1971), Plon, 1999
- Correspondance avec Henri Pourrat (1916-1959), Presses universitaires Blaise Pascal (en cours, 7 volumes parus depuis 2001)
- Alexandre Vialatte et les Cahiers du Sud, Au Signe de La Licorne, 2012

### Cronici
- Dernières Nouvelles de l'homme, Julliard, 1978. Rééd.en volume Compact puis Pocket
- Et c'est ainsi qu'Allah est grand, Julliard, 1979. Rééd.en volume Compact puis Pocket
- L'éléphant est irréfutable, Julliard, 1980. Rééd.en volume Compact puis Pocket
- Almanach des quatre saisons, Julliard, 1981. Rééd.en volume Compact puis Pocket
- Antiquité du grand chosier, Julliard, 1984. Rééd.en volume Compact puis Pocket
- Bananes de Königsberg, Julliard, 1985. Rééd.Pocket
- La Porte de bath-Rabbim, Julliard, 1986. Rééd.Pocket
- Éloge du homard et autres insectes utiles, Julliard, 1987. Rééd.Pocket
- Les Champignons du détroit de Behring, Julliard, 1988. Rééd.Pocket
- Chronique des grands Micmacs, Julliard, 1989. Rééd.Pocket
- Profitons de l'ornythorinque, Julliard, 1991
- Chronique des immenses possibilités, Julliard, 1993
- Pas de H pour Natalie, Julliard, 1995
- Dires étonnants des astrologues, Le Dilettante, 1993
- L'Oiseau du mois, Le Dilettante, 1993
- Les Proverbes bantous, avec Michel Perrin, Au Signe de la Licorne, 1998
- Kafka ou l'Innocence diabolique, Les Belles Lettres, 1998 repris et augmenté : "Mon Kafka" en 2001
- Chroniques de La Montagne, Robert Laffont, 2000 Coll. Bouquins 2 vol.
- Chroniques des Arts ménagers, Au Signe de la Licorne, 2001
- Chroniques de Flammes et Fumées, Au Signe de la Licorne, 2001
- Mon Kafka, 10/18, 2001 (reprend et augmente Kafka ou l'innocence diabolique, 1998)
- Au coin du désert, Le Dilettante, 2002
- 1968 Chroniques, Julliard, 2008 (origines diverses ; préface de Philippe Meyer)
- Lettres à Maricou, Au Signe de la Licorne, 2009
- Critique littéraire, Arléa, 2010

### Traducere
- Friedrich Nietzsche (trad. de l'allemand par Alexandre Vialatte), Le Gai Savoir [« Die fröhliche Wissenschaft »], éditions Gallimard, coll. « Idées », 1950 (1re éd. 1882), 384 p.

## Anexe